# アルフレッド・V・キダー
アルフレッド・ヴィンセント・キダー（英: Alfred Vincent Kidder、1885年10月29日 - 1963年6月11日）は、20世紀前半のメソアメリカとアメリカ南西部地方の考古学において最も注目すべき業績をあげた考古学者の一人。キダーは、人類学の考え方を先史時代の過去まであてはめて考古学の学問的分野を確立させ北米考古学において最初の組織的な方法論を打ち立てた。

## 経歴
1885年、ミシガン州マーケット(Marquette)で鉱山技師の息子として生まれた。はじめは医師養成学校の資格要件を満たすためにハーバード大学の医学部進学コースに入学した。しかし授業はキダーにとって退屈なものであり、同時進行で受けていた人類学入門コースで考古学に強い関心をいだくことになった。1907年のユタ大学の考古学夏季調査補助研修（サマージョブ）へ参加し、コロラド南西部のメサ峡谷で２回の有意義な夏を過ごした。キダーと後にメサ・ヴェルデ国立公園園長となる前途有望な考古学者であったジェッセ・L・ヌスバウムは、メサ・ヴェルデへ民族学者Ｊ.ウォルター・フュークスとともに訪れた。キダーは一般調査と遺跡の撮影を指揮した。1908年にハーバード大学で学士号を取得。1914年には博士号を取得した。
キダーは南西部地方、主としてアリゾナ州北東部の多くの遺跡について連続した現地調査に取りかかった。キダーのこれらの調査は、ハーバード大学のピーボディ考古学・民族学博物館およびマサチューセッツ州アンドーバーのフィリップス・アカデミーにあるロバート・S・ピーボディ考古学博物館の財政支援によって実施された。
1915年から1929年にかけてニューメキシコ州サンタフェ近くのペコス（現・ペコス国立歴史公園）にあるおびただしい数のプエブロ古代集落遺跡の調査を指揮した。そして2000年以上にさかのぼるプエブロ遺跡の文化層を調査した。膨大な量の土器片や人骨を含む遺物についての詳細な記録を収集した。これらの遺物によって1800年代半ばにまで及ぶ2000年間の土器スタイルの連続した記録、すなわち編年のもとになる記録をつくることができた。
キダーはペコスの人々の文化と結びついて土器スタイルの傾向と変化を分析し、南西部地方の基礎となる編年を確立した。サミュエル J.ガーンジー（英: Samuel J. Guernsey）とともに極めて妥当性の高い文化区分による編年体系を確立したのである。キダーは、人類の文化の発展というものは、考古遺跡の層位と編年の組織的な検証によって推定していくことができると主張した。キダーによって行われた南西部調査は、近代考古学の野外調査の基盤をなし、完形品と断崖の遺跡をさがして美術品や貴重品を集めるような金持ちの好事家の冒険から人類の文化を研究するために土器片やその他の遺物を集める研究へと移行することとなった。　
アメリカで南西部以外の地域を研究している先駆的な考古学者たちも、こぞってキダーの方法論にらうようになった。キダーが1924年に著した「南西部考古学研究入門（Interduction to the Study of Southwestern Archaeology）」は、経験的なデータに基づいて北米の先史学の最初の総説と言えるものだった。キダーの費やした労力にもかかわらず、キダーの調査記録とデータの統合や解釈には統一性がかけているとの批判がしばしばなされた。しかし、キダーは一貫して考古学には技術の集積や明確な定説の発展に基づく科学的な「目」が必要であることを明白に強調してきたことには変わりはない。
1920年代後半、キダーは南西部地方の考古学者と民族学者を一堂に会してペコスで研究大会（Pecos Conference）を始めた。1927年に「ペコス分類」（Pecos Classification）という名で知られる出土遺物やその他の文化要素の科学的な分類、編年体系を確立した。ペコス会議では二分命名法を取り入れることを正式事項として決定し、その後、この方法は踏襲されてゆくことになり、マヤ考古学へも形を変えて血脈は受け継がれてゆく。ペコス会議以前からすでに「地域や遺跡名＋遺物の特徴名」によって「タイプ」を示す方法は行われており慣例化はされていたがこの会議で正式決定された。これによりアメリカ合衆国の考古学における「タイプ」の概念の基礎が作られていったといっても過言ではなく、それはやがてアレックス・D・クリーガーの有名な論文「類型論的概念」（原題：The Typological Concept、1944年）を経てその後も議論が行われ、1960年代までには確立してゆく。時を同じくし1950年代後半から1960年代にかけてその系統を引き継いだマヤ研究者たちはタイプ=バラエティー法へと発展させてゆくことになり、一部はアメリカ人研究者によって南米アンデスの考古学へも取り入れられ、日本のアンデス研究もこの北米の「タイプ」概念とその手法としてのタイポロジーを取り入れて現在まで行っている。
北米では考古学者たちは自分の調査について「ペコス分類」に多少の手を加えたヴァリエーションを提示したり、いくつかの遺跡の調査で、近い年代を割り当てたり、遺跡同士の文化的なつながりや違いを決定していった。1936年にキダーは紀元前200年ごろから紀元1300年ごろの南西部に住む特殊な先住民の文化的な集合体をナバホ族の間で用いられてきた概念を当ててアナサジ（Anasazi）と名づけることを公式に提唱した。この概念は、リチャード・ウェザーリルの野外調査以来、「古代の人々」という意味で発掘担当者の間で非公式に用いられ、ペコスの研究大会の席上でも口頭で用いられてきたものであった。
キダーは、カーネギー研究所で1927年から29年に考古学的調査に従事しつつ、1929年から50年は、歴史研究部門の議長の席にあって、グアテマラ高地におけるマヤ文明の層位的な枠組みを考えるための大規模な学際的プログラムを指揮した。特に著名な実績は1936年から1942年に行われたグアテマラ・シティ近郊のカミナルフュー遺跡の調査の成果を、克明な調査風景や遺構・遺物の検出状況の写真、詳細な遺構の実測図と遺物の写真及び実測図が詳細な記述とともに掲載された優れた報告書である「グアテマラ、カミナルフユー遺跡の発掘（Excavations at Kaminaljuyu,Guatemala）」としてジェス・D・ジェニングス、エドウィン・M・シュックとの共著で1946年に公刊したことである。また、1939年にピーボディ博物館の南西部部門の名誉主任学芸部長になった。1951年にキダーは、トーマス・スチュアート・ファーガスンとゴードン・ランドルフ・ウィリーとのハーバード大学における議論では、メキシコと中央アメリカの考古学の水準を維持する基金を設立することを決定した。この三人の偉大な研究者による合意について、ファーガスンは、「メキシコと中央アメリカにおける考古学的調査は、その地域的重要さにもかかわらず、ごくわずかしか行われてこなかったし、踏査や発掘調査などなにかを行う機会をふやしていかなければならない不幸な状況にあった。1930年代から50年代に行われた調査によって驚くべき発見がもたらされてきたにもかかわらず、1951年時点で先古典期の研究は行きづまりをみせていた。この会議の結果は、新大陸最古の高度な文化が栄えたメキシコと中央アメリカの先古典期研究に専念する新しい組織の設立であり大いに歓迎すべきことである。」と述べている。翌年、カリフォルニア州で新大陸考古学基金（NWAF）が非営利で科学的な調査の実施主体となる機関として設立された。　　　　　